# Formula minima
La formula minima (o formula empirica) è una particolare formula molecolare in cui il numero di atomi di ciascun elemento costituente è ridotto al massimo comun divisore relativo. La formula minima non fornisce informazioni su isomerie e ramificazioni.
La formula minima ha, di fatto, una bassa utilità sia pratica sia teorica. Rappresenta semplicemente il primo stadio da cui partire per ricostruire la formula molecolare di un composto del quale si conoscono ad esempio solo la percentuale di ogni elemento che contribuisce alla costruzione della molecola.

## Esempi di formule
Esempi di formule minime sono:
| Formula molecolare | Formula minima |
| ------------------ | -------------- |
| H2O2               | HO             |
| C6H12O6            | CH2O           |
| Si6H6              | SiH            |

## Esempio di utilizzo
Un metodo per impiegare la formula minima risiede appunto nel recuperare la formula di un composto di costituzione conosciuta, ad esempio se l'analisi elementare di un composto fornisce i seguenti dati:
- potassio 35,56%
- ferro 17,02%
- carbonio 21,88%
- azoto 25,53%

Per cui 100 grammi di tale campione contengono 35,56 grammi di potassio, 17,02 grammi di ferro, 21,88 grammi di carbonio e 25,53 grammi di azoto.
Si calcola il numero di moli contenute, dividendo la massa in grammi dell'elemento per la sua massa molecolare (n=m/M)
- potassio: 35,56 / 39,102 = 0,90 mol
- ferro: 17,02 / 55,84 = 0,30 mol
- carbonio: 21,88 / 12,01 = 1,82 mol
- azoto: 25,53 / 14,007 = 1,82 mol

Si dividono quindi i risultati ottenuti per il risultato più piccolo (in questo caso 0,30), si arrotonda e si ottengono i coefficienti atomici di ogni elemento nella molecola:
- potassio = 0,90 / 0,30 = 3
- ferro = 0,30 / 0,30 = 1
- carbonio = 1,82 / 0,30 = 6
- azoto = 1,82 / 0,30 = 6

Dai quali si può ricavare la formula minima del composto:
{\displaystyle {\ce {K3Fe(CN)6}}}
Da notare che in questo caso la formula minima corrisponde alla formula molecolare. In caso contrario è necessario conoscere almeno un'altra informazione del composto (ad esempio massa assoluta o massa relativa). In generale, il metodo illustrato fornisce sempre la formula minima della sostanza (non la formula molecolare).